# Crassula gemmifera
Crassula gemmifera ist eine Pflanzenart der Gattung Dickblatt (Crassula) in der Familie der Dickblattgewächse (Crassulaceae).

## Beschreibung
Crassula gemmifera ist eine weiche, aufrechte bis mit aufrechten Enden kriechende, ausdauernde, krautige Pflanze, die an den Knoten wurzelt und Wuchshöhen von bis zu 7 Zentimeter erreicht. Ihre Wurzeln sind faserig. Die ausgebreiteten bis zurückgebogenen Blätter sind linealisch bis linealisch verkehrt lanzettlich. Sie sind blassgrün, 3 bis 5 Millimeter lang und 1 Millimeter breit. Die Blattoberfläche ist kahl. Die Blattspitze ist stumpf. Die Blattoberseite ist flach, die Unterseite konvex.
Der Blütenstand ist zu einer endständigen Blüte reduziert, die scheinbar achselständig ist. Die breit dreieckigen Zipfel der Kelchblätter sind bis zu 0,5 Millimeter lang. Ihre Spitzen sind stumpf. Die becherartige Blütenkrone ist weiß. Ihre länglich elliptischen Zipfel weisen eine Länge von bis zu 1,5 Millimeter auf. Die fast zugespitzten Zipfelspitzen sind zurückgebogen. Die Staubbeutel sind rot.
Die Blütezeit ist der Hochsommer.

## Systematik, Verbreitung und Gefährdung
Crassula gemmifera ist in Lesotho sowie in den südafrikanischen Provinzen Ostkap, Freistaat und KwaZulu-Natal in feuchten Senken, meist in der Nähe von stehendem Wasser in gemäßigten afrikanischem Grasland und auf Berghöhen verbreitet.
Die Erstbeschreibung durch Hans Christian Friedrich wurde 1979 veröffentlicht.
Crassula gemmifera wird in der Roten Liste gefährdeter Arten der IUCN als „Least Concern (LC)“, d. h. als in der Natur nicht gefährdet, eingestuft.

## Nachweise